# 辽宁沈阳三生飞豹篮球俱乐部
辽宁沈阳三生飞豹篮球俱乐部，或称其队名辽宁飞豹队，或称其冠名商之名辽宁本钢。曾用名辽宁猎人、辽宁盼盼、辽宁衡业。是中国篮球职业联赛的球队之一。辽宁队是中国篮球传统强队之一，其前身辽宁省篮球队曾4次获得全国联赛冠军。1995年加入CBA后，获得过4次总冠军和8次亚军。

## 历史
辽宁衡润飞豹篮球俱乐部的历史可以追溯到1953年成立的东北体育训练班篮球队，即后来的辽宁省篮球队。辽宁省篮球队在1985年获得全国篮球锦标赛冠军。1988年、1989年、1991年和1992年四次夺取全国联赛冠军，1990年代表中国篮球俱乐部获得了亚洲俱乐部杯赛冠军。
1995年中国篮球职业联赛成立，辽宁篮球俱乐部正式成立，当时球队冠名为辽宁猎人沈飞客车篮球队，成为CBA联盟创始球会之一。
在1996-97赛季常规赛第9轮，辽宁队在客场92:80战胜八一火箭，终结了八一队自CBA元年以来48连胜的纪录，此后辽宁队连续三年与八一队会师总决赛，但均获亚军，此为“军辽争霸”时期。但之后随着职业化推进，本土球员流失，辽宁队成绩下滑，一度跌入保级圈。
2002年，营口盼盼集团接手球队，成立了辽宁盼盼篮球俱乐部。
在2002-03赛季，辽宁队以常规赛9胜13负的战绩排在联赛第十二名惨遭降级。但是由于2003-04赛季实施南北分区，取消了升降级，辽宁队保住了甲级资格，并以24胜9负的成绩获得常规赛北区冠军。
2007-08赛季，辽宁队再次杀入总决赛，以1:4不敌广东宏远获得第四个亚军。
2011年，盼盼集团退出辽宁男篮，辽宁衡业集团注资接手，球队更名为辽宁衡业捷豹篮球俱乐部，主场设在辽宁省本溪市。2013年因冠名称为辽宁药都本溪。
2014年俱乐部更名为辽宁衡润飞豹篮球俱乐部，仍然冠名“辽宁药都本溪队”。
辽宁队在2014-15赛季和2015-16赛季连续两个赛季杀入总决赛，但是先后不敌北京首钢和四川金强获得二个亚军。其中2016年在与四川队的总决赛期间还爆发了震惊全国的辽宁队球员与四川队球迷大规模暴力冲突的川辽事件。
2016年12月，辽宁队冠名更改为辽宁本钢队。
2017-18赛季，辽宁队第七次杀入总决赛，以4:0的总比分横扫首次打入总决赛的浙江广厦，夺得队史首个总冠军。
2019年10月15日，辽宁队官方宣布从即日起俱乐部正式更名为辽宁沈阳三生飞豹篮球俱乐部。
2021-22赛季，辽宁队在常规赛阶段排名第一。季后赛阶段，辽宁队先后淘汰山西和广东，总决赛再遇浙江广厦。面对缺少两大主力胡金秋和赵岩昊的广厦，辽宁再次以4-0的总比分横扫对手，以季后赛全胜战绩夺得队史第二座CBA总冠军，并成为CBA历史第三支季后赛全胜夺冠的球队。
2022-23赛季，辽宁男篮常规赛排名第三。季后赛阶段，辽宁先是2-0淘汰北京，半决赛3-2艰难战胜上赛季总决赛对手浙江广厦，总决赛4-0横扫常规赛冠军浙江队，卫冕成功。
2023-24赛季前，主教练杨鸣离开辽篮，由助理教练乌戈·洛佩斯接任；季中杨鸣回归，乌戈亦重新担任助教。本赛季主力后卫郭艾伦因伤长期缺阵，但辽宁男篮仍拿下常规赛冠军。季后赛1/4决赛阶段，辽宁3-0淘汰深圳。半决赛对阵广东，辽宁在先赢一场的情况下被广东连扳两局，最终辽宁实现逆转，以3-2的大比分战胜对手。总决赛辽宁4-0击败新疆，实现三连冠。

## 历年成绩
| 赛季      | 常规赛战绩 | 常规赛排名          | 季后赛排名                                    |
| --------- | ---------- | ------------------- | --------------------------------------------- |
| 1995/1996 | 18胜4负    | 第3名               | 第4名 排位赛1-1北京首钢                       |
| 1996/1997 | 18胜4负    | 第2名               | 亚军 首轮2-0空军 半决赛2-0山东 总决赛0-2八一  |
| 1997/1998 | 17胜5负    | 第3名               | 亚军 首轮2-1广东 半决赛2-0山东 总决赛0-3八一  |
| 1998/1999 | 15胜7负    | 第2名               | 亚军 首轮2-0北京 半决赛3-0广东 总决赛0-3八一  |
| 1999/2000 | 12胜10负   | 第7名               | 止步八强 首轮1-2广东                          |
| 2000/2001 | 12胜10负   | 第5名               | 止步八强 首轮1-2吉林                          |
| 2001/2002 | 7胜17负    | 第12名              | 未进入季后赛                                  |
| 2002/2003 | 10胜16负   | 第11名              | 未进入季后赛                                  |
| 2003/2004 | 9胜13负    | 第12名              | 未进入季后赛                                  |
| 2004/2005 | 29胜9负    | 北区第1名 联赛第3名 | 止步八强 首轮1-2云南                          |
| 2005/2006 | 19胜21负   | 北区第3名 联赛第9名 | 止步八强 首轮1-3八一                          |
| 2006/2007 | 20胜10负   | 第4名               | 止步四强 首轮3-2福建 半决赛0-3八一            |
| 2007/2008 | 19胜11负   | 第4名               | 亚军 首轮3-1八一 半决赛3-1江苏 总决赛1-4广东  |
| 2008/2009 | 24胜26负   | 第12名              | 未进入季后赛                                  |
| 2009/2010 | 21胜11负   | 第5名               | 止步八强 首轮1-3上海                          |
| 2010/2011 | 14胜18负   | 第10名              | 未进入季后赛                                  |
| 2011/2012 | 15胜17负   | 第10名              | 未进入季后赛                                  |
| 2012/2013 | 19胜13负   | 第5名               | 止步八强 首轮2-3新疆                          |
| 2013/2014 | 20胜14负   | 第7名               | 止步八强 首轮1-3新疆                          |
| 2014/2015 | 33胜5负    | 第2名               | 亚军 首轮3-0广厦 半决赛3-0青岛 总决赛2-4北京  |
| 2015/2016 | 31胜7负    | 第1名               | 亚军 首轮3-0浙江 半决赛3-1广东 总决赛1-4四川  |
| 2016/2017 | 29胜9负    | 第3名               | 止步四强 首轮3-1广厦 半决赛1-4新疆            |
| 2017/2018 | 29胜9负    | 第2名               | 冠军 次轮3-1北京 半决赛4-1广东 总决赛4-0广厦  |
| 2018/2019 | 38胜8负    | 第2名               | 止步四强 次轮3-0福建 半决赛1-4新疆            |
| 2019/2020 | 32胜14负   | 第3名               | 亚军 次轮1-0浙江 半决赛2-0新疆 总决赛1-2广东  |
| 2020/2021 | 45胜9负    | 第2名               | 亚军 次轮1-0广厦 半决赛2-0浙江 总决赛1-2广东  |
| 2021/2022 | 32胜6负    | 第1名               | 冠军 次轮2-0山西 半决赛3-0 广东 总决赛4-0广厦 |
| 2022/2023 | 32胜10负   | 第3名               | 冠军 次轮2-0北京 半决赛3-2广厦 总决赛4-0浙江  |
| 2023/2024 | 43胜9负    | 第1名               | 冠军 次轮3-0深圳 半决赛3-2广东 总决赛4-0新疆  |

## 历年主教练
| 执教年份/日期                                                                                | 教练                            | 备注 |
| -------------------------------------------------------------------------------------------- | ------------------------------- | --- |
| 1995年-1997年                                                                                | 李戈                            | |
| 1997年-2001年                                                                                | 吴庆龙                          | |
| 2001年-2003年                                                                                | 柳继增                          | |
| 2003年                                                                                       | 李戈（代理）                    | |
| 2003年                                                                                       | 麦克                            | |
| 2003年                                                                                       | 董书岁                          | |
| 2003年-2004年                                                                                | 古吉雄                          | |
| 2004年                                                                                       | 塞勒斯                          | |
| 2004年-2005年                                                                                | 蒋兴权                          | |
| 2005年-2006年                                                                                | 李戈                            | |
| 2006年-2009年                                                                                | 郭士强                          | |
| 2009年-2010年                                                                                | 拉迪斯·维斯维拉                 | |
| 2010年                                                                                       | 接君（代理主教练）              | |
| 2010年-2011年                                                                                | 郭士强                          | |
| 2011年-2012年                                                                                | 李戈                            | |
| 2012年-2013年                                                                                | 吴庆龙                          | |
| 2013年-2014年                                                                                | 郭士强                          | |
| 2014年                                                                                       | 帕维切维奇·米哈罗（代理主教练） | |
| 2014年-2020年                                                                                | 郭士强                          | |
| 2015年2月7日第3节到比赛结束、2015年2月9日和2015年2月11日。                                   | 接君（代理主教练                | |
| 2020年                                                                                       | 亚历山德罗-马丁内斯             | |
| 2020年-2023年9月17日                                                                         | 杨鸣                            | |
| 2022年12月27日                                                                               | 吴乃群（代理主教练）            | 1. 在主教练杨鸣在第4节被驱逐的时候，成为代理主教练。（2022年12月27日） |
| 2022年12月19日、2022年12月21日、2022年12月23日、2022年12月31日、2023年1月2日、2023年1月4日。 | （代理主教练）                  | 1. 在主教练杨鸣因为身体不适没办法执教，成为代理主教练。（2022年12月19日、2022年12月21日和2022年12月23日。） 2. 在主教练杨鸣被停赛的时候，成为代理主教练。（2022年12月31日、2023年1月2日和2023年1月4日。） |
| 2023年7月10日、2023年7月11日、2023年7月12日、2023年7月14日                                   | 吴乃群（代理主教练）            | 1. 由于主教练杨鸣因为有事而缺席执教本场比赛的时候，成为球队夏季联赛第一场、第二场、第三场和第四场比赛的代理主教练。（2023年7月10日、2023年7月11日、2023年7月12日、2023年7月14日 ）                        |
| 2023年9月17日-2024年2月7日                                                                   |                    | |
| 2024年2月8日-                                                                                | 杨鸣                            | 原主教练乌戈·洛佩斯转任助理教练。 |
| 2024年5月22日                                                                                | 吴乃群（代理主教练）            | 1. 在主教练杨鸣在第4节因累积技术犯规被取消执教本场比赛的时候，成为代理主教练。（2024年5月22日） |
| 2024年6月9日、2024年6月11日、2024年6月12日                                                   | 吴乃群（代理主教练）            | |

## 現役球员
注释：国旗表示球员在FIBA认证赛事中的国家队资格。球员可能拥有其它非FIBA国籍。

## 球员绰号
由于2014-2015赛季辽宁衡业队战绩出色，球迷为队员取了很多有趣的昵称，这些昵称大部分出自JR们之口。其中李晓旭和郭艾伦的昵称（尤其英文昵称）被亚篮联官网登载。此后，辽宁男篮的部分球员也获得了球迷所起的绰号。
- 李晓旭：小二儿（Little two），二哥 （Brother two)
- 郭艾伦：大侄子（Big nephew），郭菜刀（Kitchen knife Guo）
- 韩德君：功夫熊猫（Kung Fu Panda，因体型得名，且在主场比赛得分时现场DJ会播放《功夫熊猫》音乐），韩胖胖（Double fat Han)，大韩（Big Han)
- 贺天举：半岛铁盒（Peninsula tin）
- 刘志轩：囧轩（Embarrassing Xuan，因其相貌得名），东大流川枫（Rukawa Kaede of NEU）
- 廉明：大Boss（Ultimate Boss）
- 杨鸣：队座（Captain）
- 莱斯特·哈德森：美国宋小宝（American Xiaobao Song，因其相貌酷似喜剧演员宋小宝而得名)
- 迪昂·汤普森：文艺汤（Literary soup）
- 张镇麟：金金（其本人小名），大公子
- 丛明晨：B胆，胆哥（因辽宁男篮主教练杨鸣对其表现不满时的用语得名）
- 吴昌泽：大C
- 埃里克·莫兰德：大莫，老莫（前者因名字得名，后者源于电视剧《狂飙》）
- 赵继伟：鞍山保罗（Anshan Chris Paul, 因出生在鞍山且球风与克里斯·保罗相近）

## 曾效力过的著名球员
- 吴庆龙（1984-1997）
- 吴乃群（1993-2000）
- 李晓勇（1993-2003）
- 郭士强（1993-2006）
- 张庆鹏（2001-2010，2011-2012）
- 杨鸣（2004-2019）
- 李晓旭（2005-）
- 韩德君（2007-）
- 贺天举（2008-2021）
- 郭艾伦（2010-2024）
- 刘志轩（2012-2022）
- 赵继伟（2013-）
- 约什·鲍威尔（2011-2012）
- 多米尼克·琼斯（2013-2014）
- 莱斯特·哈德森（2014-2019）
- 布兰登·巴斯（2017-2020）
- 兰斯·史蒂芬森 (2019-2020)
- 朱荣振 (2020-2022)
- O·J·梅奧 (2020-2021)
- 乔纳森·西蒙斯 (2020-2021)
- 凯尔·弗格 (2021-)
- 埃里克·莫兰德 (2021-2024)

## 退役球衣
| 辽宁飞豹退役球衣号码 |      |      |          |           |               |
| 号码                 | 国籍 | 球员 | 位置     | 效力时期  | 退役仪式时间  |
| 12                   | 中国 | 杨鸣 | 控球后卫 | 2004–2019 | 2019年11月4日 |

## 球队名称列表
| 赛季       | 名称列表                                                                                        |
| ---------- | ----------------------------------------------------------------------------------------------- |
| 1953年至今 | 1.辽篮（1953年-） 2.辽宁猎人沈飞 3.辽宁盼盼 4.辽宁盼盼巨龙 5.辽宁衡业 6.辽宁药都本溪 7.辽宁本钢 |

## 球队冠名
| 赛季 | 俱乐部名 | 拥有者 | 冠名 | 赞助商 | 备注 |
| ---- | -------- | ------ | ---- | ------ | ---- |

## 球队夏季联赛比赛成绩
| 年份 | 比赛名字 | 比赛地方 | 比赛日期 | 成绩 | 备注 |
| ---- | -------- | -------- | -------- | ---- | ---- |

## 球队季前赛比赛成绩
| 年份 | 比赛名字 | 比赛地方 | 比赛日期 | 成绩 | 备注 |
| ---- | -------- | -------- | -------- | ---- | ---- |

## 球队热身赛比赛成绩
| 年份   | 比赛名字 | 比赛地方 | 比赛日期 | 成绩   | 备注                                 |
| ------ | -------- | -------- | -------- | ------ | ------------------------------------ |
| 2023年 | -        | -        | 10月3日  | 第一名 | 和吉林东北虎篮球俱乐部进行了热身赛。 |
| 2023年 | -        | -        | 10月4日  | 第一名 | 和吉林东北虎篮球俱乐部进行了热身赛。 |

## 球队其他比赛成绩
| 年份   | 比赛名字                                | 比赛地方                   | 比赛日期         | 成绩            | 备注                                                  |
| ------ | --------------------------------------- | -------------------------- | ---------------- | --------------- | ----------------------------------------------------- |
| 1988年 | 亚洲篮球俱乐部冠军杯                    | 雅加达                     | 4月9日至4月16日  | 第二名          |                                                       |
| 1990年 | 亚洲篮球俱乐部冠军杯                    | 雅加达                     | 6月19日至6月25日 | 第一名          |                                                       |
| 1992年 | 亚洲篮球俱乐部冠军杯                    | 泰国                       | 4月26日至5月1日  | 第二名          |                                                       |
| 1995年 | 亚洲篮球俱乐部冠军杯                    | 马来西亚                   | 9月17日至9月24日 | 第五名          |                                                       |
| 1999年 | 亚洲篮球俱乐部冠军杯                    | 黎巴嫩                     | 5月22日至5月29日 | 第二名          |                                                       |
| 2018年 | 扎达尔锦标赛                            | 克罗地亚                   | 9月20日至9月23日 | 第六名          |                                                       |
| 2018年 | 亚洲篮球俱乐部冠军杯                    | 泰国                       | 9月27日至10月2日 | 第八名          |                                                       |
| 2019年 | 东亚超级联赛非凡12篮球赛                | 塔石体育馆                 | 9月17日至9月22日 | 第一名          |                                                       |
| 2023年 | 700CC杯——2023夏季篮球对抗赛（沈阳站）   | 辽宁体育馆                 | 7月21日          | 第二名          |                                                       |
| 2023年 | 700CC杯——2023夏季篮球对抗赛（鞍山站）   | 鞍山奥体中心体育馆         | 7月23日          | 第一名          |                                                       |
| 2023年 | 营口世际体育夏季篮球对抗赛（营口站）    | 鲅鱼圈红运体育馆           | 7月26日和7月28日 | 并列第一名/平局 | 由于两支球队分别一胜一负，所以结果是并列第一名/平局。 |
| 2023年 | 兴城古城杯-2023夏季篮球对抗赛           | 葫芦岛体育中心体育馆       | 8月23日和8月25日 | 并列第一名/平局 | 由于两支球队分别一胜一负，所以结果是并列第一名/平局。 |
| 2023年 | 丹东振兴杯2023夏季篮球对抗赛            | 丹东体育中心体育馆         | 9月3日           | 第二名          |                                                       |
| 2023年 | 万成镁业杯—2023夏季篮球对抗赛(岫岩站)   | 岫岩万润文体休闲中心体育馆 | 9月6日           | 第二名          |                                                       |
| 2023年 | 国菁杯2023夏季篮球对抗赛（盘锦站）      | 盘锦红海滩体育中心         | 9月8日           | 第二名          |                                                       |
| 2023年 | 锦州集信杯-2023夏季篮球对抗赛（锦州站） | 锦州国际会展中心体育馆     | 9月10日          | 第一名          |                                                       |